# Velikouhi netopir
Velikouhi netopir (znanstveno ime Myotis bechsteinii) je srednje velika vrsta netopirjev, ki je razširjena po Evraziji. Znanstveno ime je vrsta dobila po nemškem naravoslovcu Johannu Matthäusu Bechsteinu.

## Opis
Velikouhi netopir je svoje ime dobil po svojih sorazmerno velikih uhljih. Odrasli netopirji imajo premer prhuti med 25 in 29 cm, tehtajo pa med 7 in 14 grami.

## Habitat
Velikouhi netopir je gozdna vrsta, ki živi in lovi v gozdovih z najmanjšo površino 25 hektarov.
Običajno se čez dan zadržujejo v opuščenih drevesnih gnezdih žoln.

## Eholokacija
Leteče nočne insekte lovi s pomočjo eholokacije na frekvencah med 35 in 108 kHzz največjo energijo pri  61 kHz. Impulz traja povprečno 3,3 ms.